# Nopper

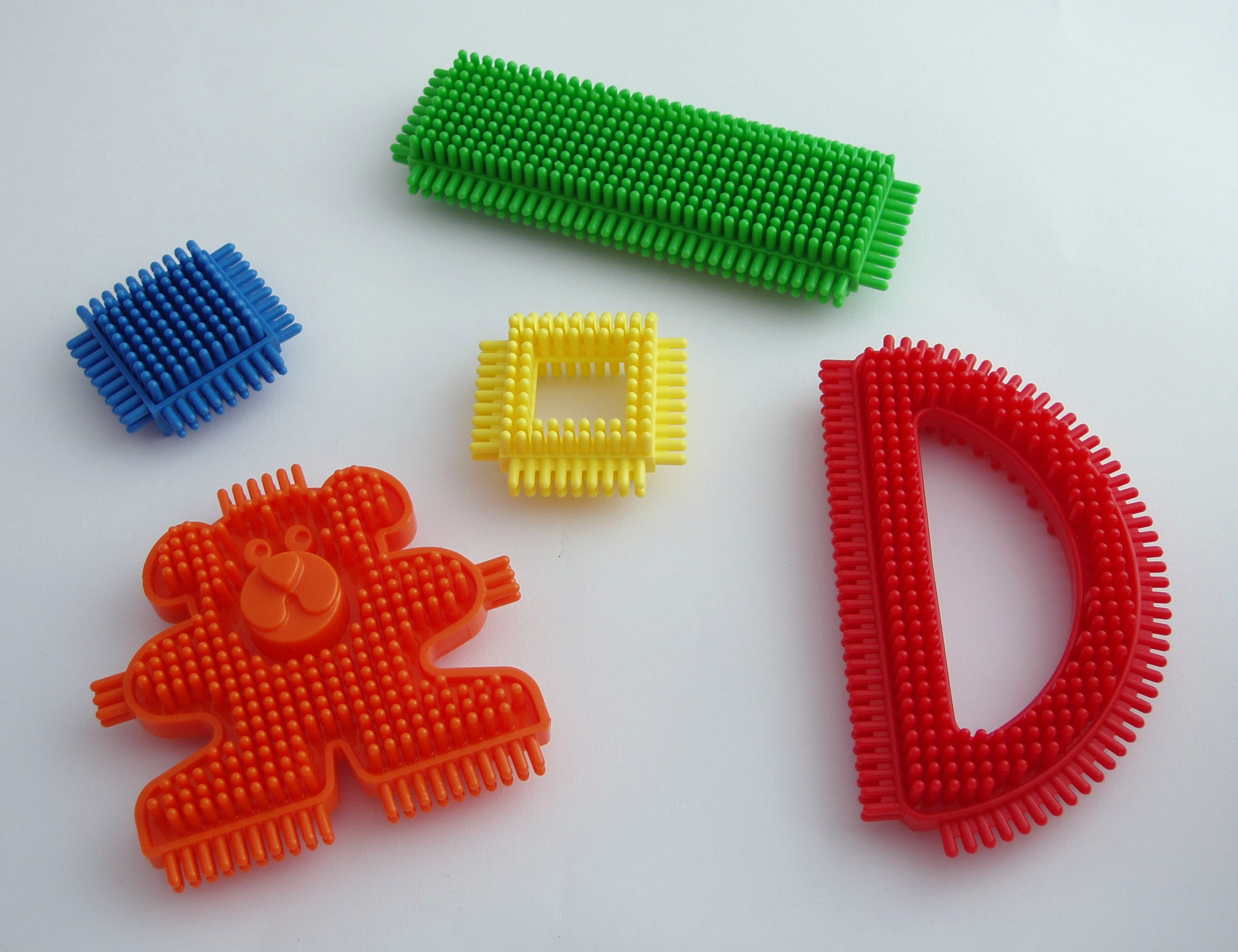
Échantillon de Nopper.

Nopper est un jeu de construction destiné aux tout petits. Les pièces sont en plastique coloré et mesurent quelques centimètres. Elles sont dotées de "brosses" de picots qui leur permettent de s’emboîter entre elles.
Des jouets similaires sont vendus sous le nom de Clipo. En anglais, elles sont connues sous le nom de stickle bricks.